# Podžeplje
Podžeplje (cyr. Поџепље) – wieś w Bośni i Hercegowinie, w Republice Serbskiej, w gminie Han Pijesak. W 2013 roku liczyła 86 mieszkańców.